# Limenitis amphyssa
Limenitis amphyssa är en fjärilsart som beskrevs av Ménétriés 1859. Limenitis amphyssa ingår i släktet Limenitis och familjen praktfjärilar. Inga underarter finns listade i Catalogue of Life.